# Juda Jajteles
Juda Jajteles, též Jehuda Jeitteles apod. (hebrejsky יהודה ייטלס‎ – Jehuda Jajteles, celým jménem יהודה בן-יונה ייטלס‎ – Jehuda ben-Jona Jajteles, 3. března 1773, Praha – 6. června 1838, Vídeň) byl orientalista z pražského židovského rodu Jajtelesů, působil ve Vídni, kde představitelem tamní židovské obce.
Narodil se v Praze jako syn židovského lékaře Jonáše Mišl Jajtelese a jeho bratr Baruch Jajteles byl osvícenský rabín. Měli další dva bratry jménem Gottlieb a Izák.
Jajteles se věnoval studiu orientálních jazyků a literatury, k čemuž ho inspiroval jeho bratr Baruch. Byl autorem první aramejské gramatiky v hebrejštině. Vydal také několik výtisků Bible v němčině s hebrejskými komentáři a biografii svého otce.

## Spisy
- Mewo laschon aramit (Praha 1813); aramejská gramatika
- knihy Samuel, Kings, dvanáct malých proroků, Chronika, Esra, Nehemia a Daniel přeložené do němčiny as hebrejskými komentáři (nové čtvrté vydání Bible Antona Schmida v němčině)
- Siha: Konverzace o sabatské sektě (Brno 1800)
- Žalm ve chvále Boží (Praha 1817)
- Sbírka hebrejských básní, bajek, rčení atd. (Praha 1821)
- Eseje v různých časopisech